# ون ارین (ایلینوی)
ون ارین، ایلینوی (به انگلیسی: Van Orin, Illinois) یک محدوده ثبت‌نشده در ایالات متحده آمریکا است که در شهرستان بورا، ایلینوی واقع شده‌است.

## خصوصیات
ون ارین ۲۴۴٫۱۵ متر بالاتر از سطح دریا واقع شده‌است.